# 1992-es olaszországi parlamenti választások
| Koalíciós listavezető    | Arnaldo Forlani                           | Achille Occhetto                         | Bettino Craxi                             |
| ------------------------ | ----------------------------------------- | ---------------------------------------- | ----------------------------------------- |
| Párt neve                | Olasz Kereszténydemokrata Párt            | Baloldali Demokratikus Párt              | Olasz Szocialista Párt                    |
| Választási koalíció      | Négypárti koalíció                        | Nincs koalíció                           | Négypárti koalíció                        |
| Szavazatok száma         | 11 640 265 29,66%                         | 6 321 084 16,11%                         | 5 343 930 13,62%                          |
| Mandátumok               | Képviselőház:206 / 630 Szenátus:107 / 315 | Képviselőház:107 / 630 Szenátus:64 / 315 | Képviselőház: 92 / 630 Szenátus: 49 / 315 |
| Változás %               | 4,65                                      | 10,47                                    | 0,65                                      |
| Változás a mandátumokban | 66                                        | 105                                      | 11                                        |

Az 1992-es olaszországi parlamenti választások 1992. április 5-6-a között zajlottak. A választás történelmi fordulópont volt Olaszország történelmében: ez volt az utolsó választás amin az Olasz Kereszténydemokrata Párt elindult és az Első Olasz Köztársaság utolsó választása. A választáson elért eredmények után felbomlott a Quadripartito (Négypárti koalíció).

## Választási rendszer
A választást az 1946-os választási rendelet alapján tartották meg. A képviselőházi mandátumokat listás-arányos szavazáson lehetett megválasztani, 32 választókerületben. A választásokon az imperiáli kvóta alapján osztják el a maradék mandátumokat, úgy hogy először országos egységes választói csoportba kerültek a maradékszavazatok, majd elosztották őket a pártoknak.
A Szenátus esetében is a listás-arányos rendszer működött, azonban a választókerületek száma 20 volt, amiknek területe egyenként megegyezett az olaszországi régiók területével.

## Politikai helyzet
Az 1992-es választás volt az utolsó, amin az arányos választási rendszer volt érvényes az elsőbbségi szavazatokkal.
Ezen a választáson szerepelt először országosan az Északi Liga. Az Olasz Kommunista Párt 1991-es megszűnése után a két utódpárt: a Baloldali Demokratikus Párt és a Kommunista Újjászerveződés Pártja is új szereplő volt.
1991-ben véget ért a Pentapartito (ötpárti koalíció) korszaka, az Olasz Republikánus Párt kilépett a koalícióból, és a Hetedik Andreotti-kormány így alakult meg.
A választások eredményére nagy hatással voltak a Tangentopoli-ügy keretében lelepleződött korrupciós ügyek.

### Fő politikai erők
| Párt neve | Párt neve                                    | Elhelyezkedése | Ideológia                                                                      | Főtitkára        |
| --------- | -------------------------------------------- | -------------- | ------------------------------------------------------------------------------ | ---------------- |
|           | Olasz Kereszténydemokrata Párt               | centrizmus     | kereszténydemokrácia, centrizmus, popularizmus, antifasizmus, antikommunizmus  | Arnaldo Forlani  |
|           | Baloldali Demokratikus Párt                  | Baloldal       | Demokratikus szocializmus, szociáldemokrácia, posztkommunizmus, antifasizmus   | Achille Occhetto |
|           | Olasz Szocialista Párt                       | Balközép       | Szociáldemokrácia, Liberális szocializmus, Szociálliberalizmus                 | Bettino Craxi    |
|           | Északi Liga                                  | Jobboldal      | föderalizmus, Regionalizmus, Autonomizmus                                      | Umberto Bossi    |
|           | Kommunista Újjászerveződés Pártja            | Baloldal       | Kommunizmus, Eurokommunizmus, Neomarxizmus, Antifasizmus                       | Sergio Garavini  |
|           | Olasz Szociális Mozgalom - Nemzeti Jobboldal | Jobboldal      | Neofasizmus, Nacionalizmus, Antikommunizmus                                    | Gianfranco Fini  |
|           | Olasz Republikánus Párt                      | Közép          | republikanizmus, Mazzinianizmus, Centrizmus                                    | Giorgio La Malfa |
|           | Olasz Liberális Párt                         | Jobbközép      | Liberalizmus, Liberizmus, Antikommunizmus                                      | Renato Altissimo |
|           | Zöldek Szövetsége                            | Baloldal       | Környezetvédelem, Pacifizmus, Ökológizmus                                      | Gianni Mattioli  |
|           | Olasz Szociáldemokrata Párt                  | Balközép       | Szociáldemokrácia, Szocializmus, Atlantizmus                                   | Antonio Cariglia |
|           | Mozgalom a Demokráciáért - A Hálózat         | Baloldal       | Keresztény szocializmus, Progresszizmus, Maffiaellenesség, Korrupcióellenesség | Leoluca Orlando  |

## Választási eredmények

### Képviselőház

A Képviselőház mandátumainak összetétele a XI. parlamenti ciklusban

| Párt neve | Párt neve                                               | Szavazatok (%) | Szavazatok száma | Elnyert mandátumok | Különbség előző választáshoz képest (%) | /  |
| --------- | ------------------------------------------------------- | -------------- | ---------------- | ------------------ | --------------------------------------- | -- |
|           | Olasz Kereszténydemokrata Párt (DC)                     | 29,66          | 11.640.265       | 206                | 4,66                                    | 28 |
|           | Baloldali Demokratikus Párt (PDS)                       | 16,11          | 6.321.084        | 107                | -                                       | -  |
|           | Olasz Szocialista Párt (PSI)                            | 13,62          | 5.343.930        | 92                 | 0,65                                    | 2  |
|           | Északi Liga (LN)                                        | 8,65           | 3.396.012        | 55                 | 8,65                                    | 55 |
|           | Kommunista Újjászerveződés Pártja (PRC)                 | 5,62           | 2.204.641        | 35                 | -                                       | -  |
|           | Olasz Szociális Mozgalom - Nemzeti Jobboldal (MSI-DN)   | 5,37           | 2.107.037        | 34                 | 0,54                                    | 1  |
|           | Olasz Republikánus Párt (PRI)                           | 4,39           | 1.722.465        | 27                 | 0,69                                    | 6  |
|           | Olasz Liberális Párt (PLI)                              | 2,86           | 1.121.264        | 17                 | 0,76                                    | 6  |
|           | Zöldek Szövetsége (FdV)                                 | 2,79           | 1.093.995        | 16                 | 0,28                                    | 3  |
|           | Olasz Szociáldemokrata Párt (PSDI)                      | 2,71           | 1.064.647        | 16                 | 0,24                                    | 1  |
|           | Mozgalom a Demokráciáért - A Hálózat (LR)               | 1,86           | 730.171          | 12                 | -                                       | -  |
|           | Marco Pannella Listája (LMP)                            | 1,24           | 485.694          | 7                  | 1,32                                    | 6  |
|           | "Igen" Népszavazás (SR)                                 | 0,81           | 319.812          | 0                  | -                                       | -  |
|           | Nyugdíjasok Pártja (PP)                                 | 0,63           | 246.379          | 0                  | -                                       | -  |
|           | Ligák Ligája                                            | 0,56           | 220.559          | 0                  | -                                       | -  |
|           | Déltiroli Néppárt (PPST)                                | 0,51           | 198.447          | 3                  | -                                       | -  |
|           | Vadászat Halászat Környezet (CPA)                       | 0,49           | 192.799          | 0                  | -                                       | -  |
|           | Föderalizmus - Nyugdíjasok (FPUV)                       | 0,39           | 154.621          | 1                  | -                                       | -  |
|           | Venetoi Autonóm Liga (LAV)                              | 0,39           | 152.301          | 1                  | -                                       | -  |
|           | Nyugdíjas Háziasszonyok Ligája (LCP)                    | 0,34           | 133.717          | 0                  | -                                       | -  |
|           | Autonomista Listák (LA)                                 | 0,24           | 94.583           | 0                  | -                                       | -  |
|           | Déli Akció Ligája (LAM)                                 | 0,14           | 53.759           | 0                  | -                                       | -  |
|           | Venetoi Autonómok (VA)                                  | 0,12           | 49.035           | 0                  | -                                       | -  |
|           | Zöld Szövetségiek (VF)                                  | 0,11           | 42.647           | 0                  | -                                       | -  |
|           | Vallée d'Aoste - Autonomie Progrès Fédéralisme (VA-APF) | 0,11           | 41.404           | 1                  | -                                       | -  |
|           | Egyéb pártok                                            | 0,30           | 116.007          | 0                  | -                                       | -  |
| Összesen  | Összesen                                                | 100,00         | 39.247.275       | 630                |                                         |    |

## Mandátumok

### Képviselőház
| Párt neve | Párt neve                                      | Elnyert mandátumok |
| --------- | ---------------------------------------------- | ------------------ |
|           | Olasz Kereszténydemokrata Párt                 | 206                |
|           | Baloldali Demokratikus Párt                    | 107                |
|           | Olasz Szocialista Párt                         | 92                 |
|           | Északi Liga                                    | 55                 |
|           | Kommunista Újjászerveződés Pártja              | 35                 |
|           | Olasz Szociális Mozgalom - Nemzeti Jobboldal   | 34                 |
|           | Olasz Republikánus Párt                        | 27                 |
|           | Olasz Liberális Párt                           | 17                 |
|           | Olasz Szociáldemokrata Párt                    | 16                 |
|           | Zöldek Szövetsége                              | 16                 |
|           | Mozgalom a Demokráciáért - A Hálózat           | 12                 |
|           | Marco Panella Listája                          | 7                  |
|           | Déltiroli Néppárt                              | 3                  |
|           | Föderalizmus - Nyugdíjasok                     | 1                  |
|           | Venetói Autonóm Liga                           | 1                  |
|           | Vallée d'Aoste - Autonomie Progrès Fédéralisme | 1                  |
| Összesen  | Összesen                                       | 630                |

### Szenátus

A Szenátus mandátumainak összetétele a XI. parlamenti ciklusban

| Párt neve | Párt neve                                      | Elnyert mandátumok |
| --------- | ---------------------------------------------- | ------------------ |
|           | Olasz Kereszténydemokrata Párt                 | 107                |
|           | Baloldali Demokratikus Párt                    | 64                 |
|           | Olasz Szocialista Párt                         | 49                 |
|           | Északi Liga                                    | 25                 |
|           | Kommunista Újjászerveződés Pártja              | 20                 |
|           | Olasz Szociális Mozgalom - Nemzeti Jobboldal   | 16                 |
|           | Olasz Republikánus Párt                        | 10                 |
|           | Zöldek Szövetsége                              | 4                  |
|           | Olasz Liberális Párt                           | 4                  |
|           | Olasz Szociáldemokrata Párt                    | 3                  |
|           | Mozgalom a Demokráciáért - A Hálózat           | 3                  |
|           | Déltiroli Néppárt                              | 3                  |
|           | Calabriaért                                    | 2                  |
|           | Föderalizmus - Nyugdíjasok                     | 1                  |
|           | Venetoi Autonóm Liga                           | 1                  |
|           | Lombardiai Alpesi Liga                         | 1                  |
|           | Moliseért                                      | 1                  |
|           | Vallée d'Aoste - Autonomie Progrès Fédéralisme | 1                  |
| Összesen  | Összesen                                       | 315                |

## Területi eredmények

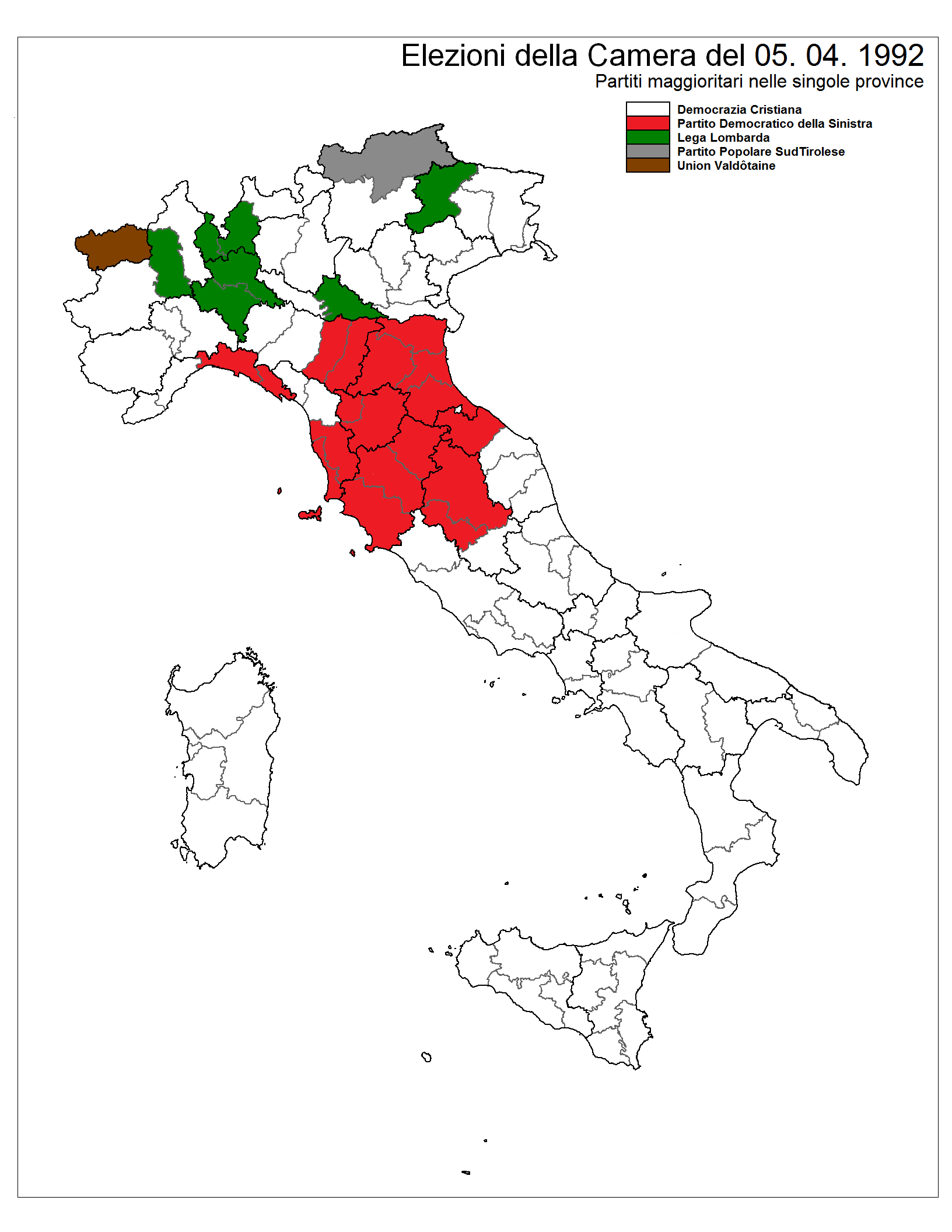
A győztes nagy pártok a képviselőházi helyekre megyei lebontásban.

Az 1987-es választásokhoz képest az alábbi változások jelentek meg:
A választáson először induló Északi Liga meghódította Lombardiaban Como, Mantova, Milánó, Pavia és Varese megyéket; Piemontban Vercelli megyét és Venetoban Belluno megyét. Ezek a megyék hagyományosan a kereszténydemokraták fellegvárai voltak.
A PDS felváltotta az Olasz Kommunista Pártot: a hagyományosan baloldali Emilia-Romagnaban elvesztette Parma megyét, Toszkánában Massa-Carrara megyét; Szicíliában Ragusa megyét; Marcheben Ancona megyét. Ezeken a területeken a kereszténydemokraták vagy az Északi Liga győzött.

## Politikai következmények
A választások után az Északi Liga Észak-Olaszországban vezető politikai erővé vált. A Hálózat, amit az egykori kereszténydemokrata Leoluca Orlando vezetett jó eredményeket ért el Palermóban és Torinóban.
A kereszténydemokraták történelmük legrosszabb eredményét érték el: 34,31%-ról a párt 29,66%-ra esett vissza. A választás vesztesei voltak, hiszen nem érték el a 30%-ot, ami példátlan volt addig. A párt elvesztette addigi 1948 óta fennálló dominanciáját.
A szocialisták az 1970-es évek óta tartó növekedése megtorpant: 2 mandátumot vesztettek a Képviselőházban. A republikánusok, liberálisok és szociáldemokraták eredménye nem változott.
A Négypárti koalíció (Quadripartito, DC, PDS, PSI, PLI) a mandátumok abszolút többségét szerezte meg 48,85%-kal, 331 képviselőházi és 163 szenátusi mandátumot. Ezzel az eredménnyel azonban nem szerezték meg a parlamenti többséget, ennek ellenére a hagyományos ellenzékben támogatták a koalíciót.
A új összetételű két ház 1992. május 25-én ült össze , hogy köztársasági elnököt válasszon, mivel Francesco Cossiga 1992 januárjában lemondott hivatalából. A képviselők és szenátorok feszült politikai légkörben szavaztak (az ülés előtt 3 nappal Szicíliában merényletet követtek el Giovanni Falcone a maffia ügyeit vizsgáló bíró, felesége és kísérete ellen, akik a helyszínen meghaltak). Először felvetették Arnaldo Forlani jelölését, majd a kereszténydemokrata Giulio Andreottiét, végül Oscar Luigi Scalfarót, a Képviselőház addigi elnökét választották meg köztársasági elnöknek. Megválasztását az Északi Liga, Olasz Szociális Mozgalom és a Kommunista Újjászerveződés Pártja kivételével, mindegyik párt támogatta. Scalfaro elutasította Bettino Craxi kormányfői kinevezését, miután nyomozás folyt ellene, helyébe Giuliano Amato lépett.
Az új kormányt számos nehézség és botrány sújtotta: a Tangentopoli-ügyben sorozatos letartóztatások és nyomozások indultak meg a kor vezetői politikusai ellen; 1992 júliusában megölték Paolo Borsellino vizsgálóbírót; leértékelték az olasz lírát.
1993-ban népszavazást tartottak a Sergio Mattarella által beterjesztett új választási törvényről. Az új törvénnyel vegyes választási rendszer lépett életbe 1993. augusztusától: A Képviselőház mandátumainak 75%-át többségi rendszerben osztották ki a maradék 25%-ot listás rendszerben. A Szenátus mandátumainak 25%-a a töredékszavazatokból tették ki. A Képviselőházban bevezették a 4%-os bejutási küszöböt, amivel a kispártokat kényszerítették rá koalíció kötésre és stabilabb kormányzást próbált a hatalom elérni.

## Fordítás
- Ez a szócikk részben vagy egészben  az   Italian general election, 1992 című angol Wikipédia-szócikk ezen változatának fordításán alapul.  Az eredeti cikk szerkesztőit annak laptörténete sorolja fel. Ez a jelzés csupán a megfogalmazás eredetét és a szerzői jogokat jelzi, nem szolgál a cikkben szereplő információk forrásmegjelöléseként.
- Ez a szócikk részben vagy egészben  az   Elezioni politiche italiane del 1992 című olasz Wikipédia-szócikk ezen változatának fordításán alapul.  Az eredeti cikk szerkesztőit annak laptörténete sorolja fel. Ez a jelzés csupán a megfogalmazás eredetét és a szerzői jogokat jelzi, nem szolgál a cikkben szereplő információk forrásmegjelöléseként.